# Румянцев, Иван Петрович
Иван Петрович Румянцев (24 декабря 1885 [3 января 1886], Рыбинск — 30 октября 1937, Москва) — советский партийный и государственный деятель.

## Биография
Сын рабочего. Образование — 2 класса. В 1905 году вступил в РСДРП(б). Активный участник событий 1905—1907 годов; в 1908 подвергался аресту. В 1910—1913 годы служил в русской армии.
Активный участник Октябрьской революции в Петрограде. После Февральской революции 1917 избран председателем правления Союза рабочих-модельщиков в Петрограде. В 1917—1918 годы возглавлял заводской комитет завода Л. М. Эриксона (Петроград), затем служил политработником в Красной Армии (1918 — февраль 1919), участвовал в боях на Восточном фронте.
С февраля 1919 года — на партийной и государственной работе в Ярославской губернии: секретарь Рыбинского укома РКП(б) (февраль — май 1919), заведующий Рыбинским уездным отделом управления (май — сентябрь 1919), товарищ председателя Ярославского губкома РКП(б) (1919—1920), председатель Исполкома Ярославского губернского Совета (1920 — январь 1921).
В 1921 году переведён в Терскую губернию, где занимал должности заместителя председателя губернского ревкома (апрель — июль 1921) и одновременно — ответственного секретаря губернского оргбюро РКП(б) (апрель — июнь 1921).
С 1922 года работал на Урале: секретарь Мотовилихинского райкома (Пермь); заведующий агитационно-пропагандистским отделом (с декабря 1923), ответственный секретарь (с ноября 1924) Пермского окружкома партии; с декабря 1925 — ответственный секретарь Свердловского окружкома и одновременно 2-й секретарь Уральского обкома партии.
В 1927—1928 годы — во Владимирской губернии, ответственный секретарь губкома.
В январе 1929 года назначен председателем оргбюро ЦК ВКП(б) по Западной области, 23 июля того же года Постановлением 1-го пленума Западного областного комитета ВКП(б) избран первым секретарём Западного обкома ВКП(б).
Делегат XII, XIII, XIV, XV, XVI и XVII съездов партии, на которых был избран кандидатом в члены ЦК РКП(б) (1923—1924), членом ЦК ВКП(б) (1924—1937). Делегат XIII партконференции (1924).
Член ВЦИК РСФСР (1922—1924, 1927—1929).
17.06.1937 И. П. Румянцев был арестован. Снят с должности первого секретаря Западного обкома и исключён из партии 20 июня, постановлением пленума ЦК ВКП(б) 23—29 июня 1937 выведен из состава членов ЦК ВКП(б). По обвинению в участии в антисоветской контрреволюционной группе 29 октября 1937 Военной коллегией Верховного суда СССР приговорён к смертной казни, расстрелян 30 октября. Похоронен на Донском кладбище.
В 1937 году, после расстрела И. П. Румянцева, село Румянцево и Румянцевский район, названные в 1934 году в его честь, были переименованы в Ульяново и Ульяновский район (с 1944 — в Калужской области).
Реабилитирован 17 марта 1956 года Военной коллегией Верховного суда СССР и 22 марта 1956 — Комитетом партийного контроля при ЦК КПСС. После реабилитации его именем были названы улицы в городах Смоленск и Гагарин.

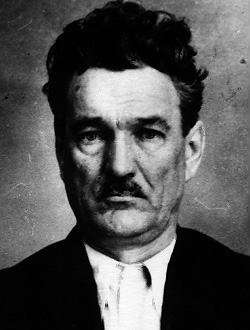

### Семья
Жена — Евдокия Александровна (? — до 1937).
Дочь — Нина (1917, Рыбинск — ?), училась в Ленинградском педагогическом институте им. Герцена; арестована 17.10.1937, 9.1.1938 по статье 5812 приговорена к 5 годам ИТЛ. Реабилитирована 28.4.1989 прокуратурой Смоленской области.

## Награды
- орден Ленина (20.12.1935) — за выдающиеся успехи в области сельского хозяйства и за перевыполнение государственных планов по сельскому хозяйству[1]